# Alvinc község
Alvinc község (románul: Comuna Vinţu de Jos) község Fehér megyében, Romániában. Központja Alvinc, beosztott falvai Borberek, Borsómező, Crișeni, Csókás, Goblipatak, Gura Cuțului, Hațegana, Laz, Mătăcina, Merítő, Pârău lui Mihai, Poienița, Stăuini, Telekvinc, Valea lui Mihai, Vashegy és Vincipatak.

## Fekvése
A Maros középső szakasza mentén, Gyulafehérvártól 15 kilométerre található. A DN7-es főúton közelíthető meg. Áthalad rajta a 200-as vasúti fővonal (Brassó–Kürtös).

## Népessége
1850-től a népesség alábbiak szerint alakult:
| Lakosok száma | 4117 | 4279 | 4936 | 5326 | 5596 | 5773 | 5232 | 5295 | 4801 | 4923 |
|               | 1850 | 1880 | 1900 | 1920 | 1941 | 1977 | 1992 | 2002 | 2011 | 2021 |

A 2011-es népszámlálás adatai alapján a község népessége 4801 fő volt, melynek 92,75%-a román és 1,69%-a roma. Vallási hovatartozás szempontjából a lakosság 90,13%-a ortodox, 1,85%-a pünkösdista és 1,15%-a római katolikus.

## Nevezetességei
A község területéről az alábbi épületek és építmények szerepelnek a romániai műemlékek jegyzékében:
- az alvinci evangélikus templom (LMI-kódja AB-II-a-A-00393)
- az alvinci ferences kolostor (AB-II-a-B-00395)
- az alvinci Istenszülő elszenderedése templom (AB-II-m-A-00396)
- az alvinci Martinuzzi-kastély romjai (AB-II-m-B-00394)
- a borbereki evangélikus templom (AB-II-a-A-00397)
- a borbereki Kendeffy–Horváth-kúria (AB-II-m-B-00398)
- Borbereken a Zebernik vára romjai (AB-I-s-B-00087)

## Híres emberek
- Alvincen születtek Pongrácz István (1582–1619), az egyik kassai vértanú; Alvinczi Péter (?–1701) királyi ítélőmester; Alvinczi József (1735–1810) tábornok; Kemény Zsigmond (1814–1875) író, Lázár Jakab (1824–1895), az első magyar nyelvű erdészeti szakkönyv szerzője; Csató János (1833–1913) botanikus, ornitológus; Pakots József (1877–1933) újságíró, író; Bodor Aladár (1880–1952) újságíró, költő.
- Borbereken született Tankó Béla (1876–1946) filozófus, a Debreceni Egyetem rektora.